# Peg Pérego
Peg Pérego è una azienda italiana fondata ad Arcore da Giuseppe Perego nel 1949 con sedi in Italia, Brasile, a Fort Wayne negli Stati Uniti d'America e a Toronto in Canada. Produce articoli per l'infanzia, tra cui passeggini e giocattoli.

## Storia
L'azienda venne fondata da Giuseppe Perego, al tempo impiegato in qualità di disegnatore meccanico presso l'azienda Falck, nell'immediato dopoguerra dopo aver progettato e costruito con materiali di recupero una carrozzina per suo figlio. Il prototipo incuriosì dapprima i conoscenti di Perego e fu apprezzato al punto che iniziò a produrre e vendere al dettaglio. Diede le dimissioni dall'azienda per cui lavorava e iniziò l'attività che l'avrebbe poi portato ad aprire sedi in Italia e all'estero.

## Prodotti
La Peg Pérego produce prevalentemente articoli di puericultura, tra cui passeggini, seggiolini auto, seggioloni, sistemi modulari o trio e giocattoli tra cui automobili, motociclette, trattori e fuoristrada per bambini.

## Premi
Novità sui prodotti per neonati e bambini: Readers Favourites Awards 2008 (3º posto: seggiolini auto)
Creative Child Magazine: Top Choice of the Year 2007 (Miglior seggiolone Prima Pappa e Seggiolino auto SIP 30/30)
Creative Child Magazine: Seal of Excellence 2007 (Pliko P3)
Kind+Jugend Innovation Award: World of Mobile Baby 2007 (Skate)

## Richiami
Il 24 luglio 2012, la U.S. Consumer Product Safety Commission, in collaborazione con Peg Perego USA Inc., di Fort Wayne, Indiana, ha annunciato un richiamo volontario di circa 223.000 passeggini a causa del rischio di intrappolamento e strangolamento.

## Distributori mondiali
- Austria - Peter Herzog Handelsagentur
- Iran - NiNi Darya Faraz Trad Co
- Repubblica Ceca - Vispa Nachod sro
- Cile - Ferdel Chile SA
- Germania - Marketing e vendite
- Paesi Bassi - Partner commerciali Oku
- Israele - Pupik Toys LTD.
- Libano - Gebran Geahchan and Sons SAL
- Polonia - Agnes-Im
- Russia - Bambini LTD.
- Slovenia - Mami d.o.o.
- Spagna - Toystecnic Post (vendita e ricambi)
- Svezia - Innogame AS, Maki AS
- Ucraina - Alimpex Group
- Regno Unito - Mamas & Papas LTD.

## Aneddoti
Nel film Il diario di una tata, Scarlett Johansson spinge un passeggino Pliko P3 (in colorazione Freestyle Mint).